# بخش اتاوا
بخش اتاوا (به انگلیسی: Etawah district) یک منطقهٔ مسکونی در هند است که در بخش کانپور واقع شده است. بخش اتاوا ۲٬۳۱۱ کیلومتر مربع مساحت و ۱٬۵۸۱٬۸۱۰ نفر جمعیت دارد.